# 吳美英
吳美英（？—），香港粵劇演員，原名潘桂妹。籍贯番禺，出生地點香港。自1994年11月至今，她是鳴芝聲劇團的合約花旦，曾赴美國、加拿大、英國、澳洲、日本、中國、新加坡、澳門等地演出。
她是2015年林家聲壽宴中四名花旦之一。
她曾經參與大型粵劇交流演出，如在第三十四屆香港藝術節2006中, 她和蓋鳴暉演過《龍鳳爭掛帥》和《俏潘安》，2008紐約香港節演出《牡丹亭驚夢》，《帝女花》，《紫釵記》，《蝶影紅梨記》等，又在第二十四屆澳門國際音樂節2010和蓋鳴暉演出精華版粵劇《紫钗记 》。同時也經常為東華三院及香港公益金等慈善機構籌款演出。

## 簡歷
吳美英出身於戲劇世家，養父:278吳尚英是粤劇生角演员，叔父吳漢英是武生。:4她初時師承許君漢師傅學習古典
舞蹈，並且隨他在夜總會獻藝。及後跟随父親學南派粵劇，唱功師傅是廖森，北派師傅是許君漢。
60年代末吳美英初出道時，在澳門賭船 （俗稱賊船）演粵劇，做二幫花旦。三個月後便升上正印花旦。:5
回港後，她曾在啟德遊樂場粵劇場和阮兆輝、梁漢威等拍檔演出。
70年代中期，隨陳好逑(逑姐)走埠美加。

1975年，她自組大英华劇團，夥拍文千歲。名劇《白龍關》是她與文千歲、梁醒波的開山劇目。
班政家黃炎、林家聲、任冰兒（主會指定幫花）提攜1978年4月28日任「覺先聲劇團」正印花旦演茶果嶺神功戲；1979年任「家美劇團」正花，主會又指定梁醒波演鴨脷洲神功戲；之後還有多次和聲哥共结台缘。香港聲迷俱樂部會刊「逸林」內的林家聲粤劇年表有詳细記載。
70年代，吳美英與梁漢威多次到新加坡演街戲（即神功戲）。也曾在新加坡新世界百老匯台和牛車水人民劇場演出。70年代至80年代，她跟梁漢威合作最多，在啟德遊樂場、新加坡、漢英粵劇團演過很多劇目。
1981年1月1日至22日，隨「林家聲劇團」到新加坡演出25場；1993年9月17日隨「頌新聲劇團：林家聲藝術精選匯演」:358-372美加演出24場。1980至1993年間，兩度與林出埠演出，在2015年1月的82歲壽宴上，林稱吳是他的「出埠花旦」。
從藝五十年，自1994年11月加盟鳴芝聲劇團至今，她和蓋鳴暉無間斷拍檔了廿三載，創粵劇生旦合作記錄。

## 演武場戲
初出道時，她是專工刀馬旦行當，以武打見稱。出道不久，便得到伶王新馬師曾另眼相看。伶王反串演「穆桂英」，给她擔任穆瓜一角，同場演出，讓吳美英有機會觀看他穿大靠的台步，領悟個中竅門。
《紮腳劉金定斬四門》是吳美英當年的耍家戲。至於她的大靠戲，《粵劇曲藝月刊 1997年 第42期》曾有此形容：「穿上大靠的吳美英，身段輕盈，圆台妙美。背旗紮實稳重，很有氣派」。
2001年9月，鳴芝聲外借吳美英给春暉劇團與阮兆輝演出《紅菱巧破無頭案》、《白蛇傳》、 《紮腳劉金定斬四門》、 《白龍關》及《英雄掌上野荼薇》。她在這五齣戲大顯身價，因为都是她的拿手好戲。:51
《戲曲品味》第12期有以下評論：「……她的《紅菱巧破無頭案》本已馳名，原來真的不愧為全行演此劇花旦之冠，不慍不火，恰到好處，《白蛇傳》中，刀馬旦本色表露無遺，以她现時的年齡演來這般出色，可見內底之紮實，《劉金定斬四門》亦顯露出她的一流踩蹻功，……」:52

## 初次反串
2002年11月22至28日，鳴芝聲十二週年在新光戲院演出時，《鳳閣恩仇末了情》一劇中，蓋鳴暉飾演郡主，而吴美英則反串文武生。文武生花旦身分互調，一新耳目。

## 演文場戲
鳴芝聲劇團一向的演出都以文場戲為主。擅長武打戲的吳美英，初加入時，很努力去學習如何演繹文場戲，尤其是苦情及淒涼的橋段。:5
這23年内她演出的劇目主要是任白戲寶、林家聲名劇和李居明的新編劇，如《蝶海情僧》、《聊齋驚夢》、《俏孔明》、《相如追夢》、《英烈孔雀王》、 《花海红樓》和《漢王天嬌》等。

## 摔倒受傷
2015年2月23日，吳美英演出《聊齋驚夢》，在第三幕「焙衣誘情」時出意外。生旦一起摔倒，蓋鳴暉傷右手韌帶，吳美英則右腳嚴重骨裂，鑲上七顆螺絲釘接骨。傷患需要一年時間才能完全復原。

## 影音作品
和鄧寄塵灌錄黑膠唱片《呆佬拜壽》、《阿福行正桃花運》、《後母教女》、《串燒諧趣粵曲》。她亦曾與尹光合作《娥姐買粉果》（1979）、《夫妻相敬》（1980）、《求你將將就》（1980）、《賭徒世家》（1981）、《大笙地》（1981）、《新潮光緒皇夜會珍妃》（1981）、新潮諧趣歌劇《天子風流宰相嬌》(1982) 及《新潮遊龍戲鳳》（1982）。
早期的唱片還有《桃花扇》（合唱：梁漢威、梁醒波 1975）、《信陵君》（合唱：文千歲 1976）、《文天祥之舍身赴義》（合唱：文千歲 1976）、《步步高陞》之祝婚曲和祝壽曲（合唱：文千歲 1978）、《牡丹亭之遊園驚夢/幽媾冥誓》（合唱：文千歲 1979）、《遊龍戲鳯》 （合唱：文千歲 1981）、《玉釵盟、陽關別》（合唱：文千歲 1982）、《神女會襄王》（合唱：林家聲 1982）、《鳳閣恩仇未了情》（合唱：文千歲 1983）、《蔡锷與小鳳仙》（合唱：梁漢威 1983）等等。
和蓋鳴暉合作的粵曲專輯CD及粵劇卡拉OK VCD/DVD之多創記錄。此外，她也曾同羅家寶、彭熾權、梁耀安等錄製粵劇影音產品。上述的唱片和錄影可以在YouTube/Tudou（页面存档备份，存于）找到，但畫面不清。
在2013年成为粵劇發展基金顧問委員會之成員，兩年一屆，至2017年7月止。
香港八和會館第廿二屆（1984 – 1986），第廿五屆（1990 – 1992）及 第廿六屆（1992 - 1994 ）理事。

## 電視節目（TVB）
- 2023年：歡樂滿東華2023